# Радоня
45°19′ пн. ш. 15°43′ сх. д. / 45.31° пн. ш. 15.72° сх. д.
Радоня (хорв. Radonja) — населений пункт у Хорватії, в Карловацькій жупанії у складі громади Войнич.

## Населення
Населення за даними перепису 2011 року становило 103 осіб.
Динаміка чисельності населення поселення: